# Абрамов, Владимир Никитович
Владимир Никитович Абрамов (1 августа 1920 года — 8 декабря 1994 года) — советский военачальник, генерал-полковник авиации (2.11.1972), кандидат военных наук.

## Биография
Родился в деревне Плеханово Богородяцкого уезда Тульской губернии (ныне в составе Киреевского района Тульской области). Из крестьян. Русский.
В августе 1937 года был призван в ряды РККА. В 1941 году окончил Сталинградское военно-авиационное училище лётчиков имени Сталинградского Краснознамённого пролетариата. В июне 1941 года зачислен в сформированный на базе училища 628-й истребительный авиационный полк ПВО, где командовал звеном, с июня 1942 года командовал истребительной эскадрильей. Участвовал в Великой Отечественной войне, выполняя боевые задачи по противовоздушной обороне Сталинграда, с лета 1942 — Краснодара, Новороссийска, Тихорецка. К осени 1942 года выполнил 188 боевых вылетов, провёл 4 воздушных боя, в которых сбил 1 самолёт лично и 1 в группе при защите Новороссийска. За эти достижения награждён орденом Красного Знамени.
В августе 1943 года в составе 10-го истребительного авиационного корпуса ПВО за 9 дней провёл 9 воздушных боёв в Донбассе, в которых сбил 3 немецких самолёта лично и 2 — в группе. С конца 1943 года до конца войны командовал эскадрильей в 182-м истребительном авиационном полку ПВО в составе того же корпуса на Западном, Южном и Юго-Западном фронтах ПВО. За годы войны вырос в званиях от младшего лейтенанта до капитана.
Всего за годы войны выполнил 349 боевых вылетов и провёл 26 воздушных боёв, в которых сбил 5 самолётов лично и 2 в группе..
После войны продолжил службу в истребительной авиации ПВО, с марта 1948 года — штурман и заместитель командира истребительного авиаполка, затем командовал полком. С ноября 1955 года — заместитель командира истребительной авиационной дивизии по лётной подготовке. С июня 1956 года — командир 155-й истребительной авиационной дивизией ПВО в Киевской армии ПВО. С апреля 1960 года командовал 11-й дивизией ПВО.
В 1961 году заочно окончил Военно-воздушную академию. С августа 1961 года командовал 28-м корпусом ПВО в 8-й отдельной армии ПВО. С апреля 1964 года — первый заместитель командующего 8-й отдельной армией ПВО (командующим армией в то время был трижды Герой Советского Союза А. И. Покрышкин). Генерал-майор авиации (18.02.1958); генерал-лейтенант авиации (7.05.1966).
С августа 1967 по октябрь 1968 года находился в Демократической Республике Вьетнам в должности старшего группы советских военных специалистов. Организовывал противовоздушную оборону Северного Вьетнама от авиации США в ходе Вьетнамской войны, а также обучение вьетнамских военнослужащих применению вооружения ПВО.
С октября 1968 года — командующий 14-й отдельной армии ПВО (штаб — в Новосибирске) и одновременно заместитель командующего войсками Сибирского военного округа по противовоздушной обороне. С января 1975 года по май 1987 года — заместитель Главнокомандующего Войск ПВО страны по военно-учебным заведениям — начальник вузов Войск ПВО страны.
В 1972 году присвоено звание «генерал-полковник авиации». 
С июня 1987 года — в отставке. Член КПСС с 1942 по 1991 год.
Жил в Москве. С 1970 года до конца жизни возглавлял Союз ветеранов войны во Вьетнаме. Скончался 8 декабря 1994 года. Похоронен на Троекуровском кладбище.

## Награды
- Два ордена Ленина
- Орден Октябрьской Революции
- Три ордена Красного Знамени (в том числе 10.02.1943 и 6.08.1943)
- Орден Отечественной войны 2-й степени (11.03.1985)
- Орден Трудового Красного Знамени
- Два ордена Красной Звезды
- Медаль «За боевые заслуги»
- Медаль «В ознаменование 100-летия со дня рождения Владимира Ильича Ленина»
- Медаль «За победу над Германией в Великой Отечественной войне 1941—1945 гг.»
- Юбилейная медаль «Двадцать лет Победы в Великой Отечественной войне 1941—1945 гг.»
- Юбилейная медаль «Тридцать лет Победы в Великой Отечественной войне 1941—1945 гг.»
- Юбилейная медаль «Сорок лет Победы в Великой Отечественной войне 1941—1945 гг.»
- Медаль «За оборону Сталинграда»
- Медаль «За оборону Кавказа»
- Медаль «Ветеран Вооружённых Сил СССР»
- Юбилейная медаль «30 лет Советской Армии и Флота»
- Юбилейная медаль «40 лет Вооружённых Сил СССР»
- Юбилейная медаль «50 лет Вооружённых Сил СССР»
- Юбилейная медаль «60 лет Вооружённых Сил СССР»
- Юбилейная медаль «70 лет Вооружённых Сил СССР»
- Медаль «За безупречную службу» I степени
- Государственная премия СССР

иностранные награды
- орден «За боевые заслуги» (Монгольская Народная Республика, 6.07.1971)
- Орден «9 сентября 1944 года» 2-й степени с мечами (Народная Республика Болгария, 22.01.1985))
- Ордена «За боевой подвиг» 1-й и 2-й степеней (Вьетнам)
- Медаль «Военная доблесть» I класса (Румыния, 4.09.1980)
- Медаль «За укрепление братства по оружию» (Народная Республика Болгария, 6.05.1980)
- Медаль «1300 лет Болгарии» (Народная Республика Болгария, 29.03.1982)
- Медаль «Братство по оружию» (Польская Народная Республика, 12.10.1979)
- Медаль «30-я годовщина Революционных Вооружённых сил Кубы» (Куба, 24.11.1986)
- Медаль «50 лет Монгольской Народной Армии» (МНР, 15.03.1971)
- Медаль «50 лет Монгольской Народной Революции» (МНР, 16.12.1971)
- Медаль «60 лет Вооружённым силам МНР» (МНР, 29.12.1981)
- Медаль «За боевое содружество» I степени (Венгрия, 20.06.1980)
- Медаль «За укрепление дружбы по оружию» I степени (ЧССР, 20.03.1970)